# 吳爾壎
吳爾壎（1621年—1645年），初字吹伯，因仰慕先贤介子推，改字介子，浙江崇德縣（今屬桐鄉市）人。明末官員。崇禎末科進士，授翰林院庶吉士。李自成破北京，吳爾壎南下投奔史可法。清軍破揚州，殉國。

## 生平
崇禎十二年（1639年）己卯科浙江鄉試六十二名，崇禎十六年（1643年）癸未科三甲進士。授庶吉士。李自成陷北京，授職縣令。
李自成敗，吳爾壎得以南歸，拜謁史可法，請求從軍贖罪，可法留其參與軍事。後守揚州新城，城破，投井自盡。

## 家族
父吳之屏，天啟進士。吳爾壎在揚州時，其父正督學福建。吳爾壎特斷一指交給老友祝淵，托其帶給父親，表達其報國決心。後來吳爾壎遇難，尸骨無存。家人將一指及生前衣冠一套，葬于洲泉镇北之北道桥附近，后人称“一指坟”。

## 著作
有《滋蘭堂初集》，《聶許堂遺草》。